# Оттон (граф Клеве)
Оттон (нем. Otto von Kleve; ок. 1278 — 29 октября 1310) — граф Клеве с 1305.
Старший сын Дитриха VII Клевского (от первой жены, Маргариты Гельдернской).
Соправитель отца с 1297 г. (Junggraf). Наследовал Дитриху VII после его смерти 4 октября 1305.
Первым браком был женат на Адельгейде, дочери Энгельберта I фон дер Марк.
Овдовев, в 1308 году женился на Мехтильде фон Фирнебург, племяннице кёльнского архиепископа Генриха II фон Фирнебурга. Единственный ребёнок — Ирмгарда (ум. 1362), 1-й муж Адольф II фон дер Марк (развод в 1324 г.), 2-й муж (с 1324) — Жан д’Аркель (ум. 1355).
Скоропостижно умер 29 октября 1310 года. Его вдова Мехтильда фон Фирнебург, заручившись поддержкой дяди, пыталась посадить на престол графства дочь — Ирмгарду, в обход законного наследника — Дитриха, брата Оттона. Однако тот с помощью императора Людвига Баварского смог утвердиться в Клеве (окончательно — к 1317 году).